# Komisariat Straży Granicznej „Lubawa”
Komisariat Straży Granicznej „Lubawa” – jednostka organizacyjna Straży Granicznej pełniąca służbę ochronną na granicy polsko-niemieckiej w latach 1928–1939.

## Geneza
Na wniosek Ministerstwa Skarbu, uchwałą z 10 marca 1920, powołano do życia Straż Celną. Od połowy 1921 jednostki Straży Celnej rozpoczęły przejmowanie odcinków granicy od pododdziałów Batalionów Celnych. Proces tworzenia Straży Celnej trwał do końca 1922. Komisariat Straży Celnej „Lubawa”, wraz ze swoimi placówkami granicznymi, wszedł w podporządkowanie Inspektoratu Straży Celnej „Działdowo”.
W drugiej połowie 1927 przystąpiono do gruntownej reorganizacji Straży Celnej. W praktyce skutkowało to rozwiązaniem tej formacji granicznej.
Rozkazem nr 1 z 12 marca 1928 w sprawach organizacji Mazowieckiego Inspektoratu Okręgowego Straży Granicznej Naczelny Inspektor Straży Celnej gen. bryg. Stefan Pasławski powołał komisariat Straży Granicznej „Lubawa”, który przejął ochronę granicy od rozwiązywanego komisariatu Straży Celnej. 

## Formowanie i zmiany organizacyjne
Rozkazem nr 1 z 12 marca 1928 w sprawach organizacji Mazowieckiego Inspektoratu Okręgowego Naczelny Inspektor Straży Celnej gen. bryg. Stefan Pasławski przydzielił komisariat „Lubawa” do Inspektoratu Granicznego nr 3 „Brodnica” i określił jego strukturę organizacyjną.
Na podstawie rozkazu Mazowieckiego Inspektora Okręgowego z 2 kwietnia 1928, do komisariatu „Lubawa” dodano placówkę „Lubstynek” z komisariatu „Rybno”, placówkę „Rodzone” z komisariatu „Jamielnik”.
Rozkazem nr 9 z 18 października 1929 w sprawie reorganizacji Mazowieckiego Inspektoratu Okręgowego komendant Straży Granicznej płk Jan Jur-Gorzechowski określił numer i nową strukturę komisariatu. 
Rozkazem nr 5 z 2 września 1930 w sprawie nazw inspektoratów granicznych i komisariatów  komendant Straży Granicznej płk Jan Jur-Gorzechowski wydzielił placówkę „Czerlin” z komisariatu „Rybno” do komisariatu „Lubawa”.
Rozkazem nr 1 komendanta Straży Granicznej z 12 stycznia 1931 przemianował posterunek SG „Nowe Miasto” na placówkę II linii i przydzielił ją do komisariatu „Lubawa”.
Rozkazem nr 1 z 27 marca 1936 w sprawach [...] zmian w niektórych inspektoratach okręgowych, komendant Straży Granicznej płk Jan Jur-Gorzechowski zniósł placówkę Straży Granicznej II linii „Nowe Miasto”.
Rozkaz komendanta Straży Granicznej płk. Jana Jura-Gorzechowskiego z 10 maja 1938 w sprawie terminologii w odniesieniu do władz i jednostek formacji, wydany w związku z rozkazami KSG z 25 i 29 kwietnia 1938 roku, przemianował inspektoraty graniczne na obwody Straży Granicznej z dodaniem nazwy miejscowości, w której jednostka stacjonuje. Jednocześnie nakazał używanie w stosunku do kierowników komisariatów i placówek nowych terminów: „komendant komisariatu” i „dowódca placówki”. Komisariat wszedł w skład struktury Obwodu Straży Granicznej „Brodnica”.
We wrześniu 1939 pluton wzmocnienia Komisariatu wszedł w podporzadkowanie dowódcy zgrupowania 4 Dywizji Piechoty płk.
dypl. Mieczysława Rawicza-Mysłowskiego (dowódca piechoty dywizyjnej 4 DP) i walczył na przedpolu jego ugrupowania obronnego w bitwie o Pomorze.

## Służba graniczna
Sąsiednie komisariaty:
- komisariat Straży Granicznej „Hartowiec” ⇔ komisariat Straży Granicznej „Krotoszyny” – 1928
- komisariat Straży Granicznej „Rybno” ⇔ komisariat Straży Granicznej „Krotoszyny” – październik 1929

## Komenda komisariatu
| Kierownicy/komendanci komisariat | Kierownicy/komendanci komisariat | Kierownicy/komendanci komisariat |
| stopień                          | imię i nazwisko                  | okres pełnienia służby           |
| -------------------------------- | -------------------------------- | -------------------------------- |
| komisarz                         | Feliks Kurosz                    | V 1928 -                         |
| komisarz                         | Mieczysław Witoszek              | 18 VIII 1936 – był III 1939      |
| Zastępcy komendanta komisariatu  |                                  |                                  |
| starszy przodownik               | Franciszek Krukowski             | – 30 IV 1939                     |
| przodownik podchorąży            | Władysław Bekierski              | 1 V 1939 –                       |

## Struktura organizacyjna
Organizacja komisariatu w marcu 1928:
- komenda – Lubawa
- placówka Straży Granicznej I linii „Wiśniewo”
- placówka Straży Granicznej I linii „Pomierki”
- placówka Straży Granicznej I linii „Zielkowo”
- placówka Straży Granicznej I linii „Rodzone”
- placówka Straży Granicznej II linii „Lubawa”

Organizacja komisariatu w październiku 1929:
- 2/3 komenda – Lubawa
- placówka Straży Granicznej I linii „Wiśniewo”
- placówka Straży Granicznej I linii „Pomierki”
- placówka Straży Granicznej I linii „Gierłoż” Leśna
- placówka Straży Granicznej I linii „Rodzone”
- placówka Straży Granicznej II linii „Lubawa”

Organizacja komisariatu w 1933 i w 1934:
- komenda – Lubawa
- placówka Straży Granicznej I linii „Pomierki”
- placówka Straży Granicznej I linii „Gierłoż”
- placówka Straży Granicznej I linii „Rodzone”
- placówka Straży Granicznej I linii „Czerlin”
- placówka Straży Granicznej II linii „Lubawa”
- placówka Straży Granicznej II linii „Nowe Miasto” → zniesiona w 1936

Organizacja komisariatu w 1937:
- komenda – Lubawa
- placówka Straży Granicznej I linii „Rumienica”
- placówka Straży Granicznej I linii „Pomierki”
- placówka Straży Granicznej I linii „Gierłoż”
- placówka Straży Granicznej I linii „Rodzone”
- placówka Straży Granicznej II linii „Lubawa”

Organizacja komisariatu w 1939:
- komenda – Lubawa
- placówka Straży Granicznej I linii „Czerlin”
- placówka Straży Granicznej I linii „Wiśniewo”
- placówka Straży Granicznej I linii „Pomierki”
- placówka Straży Granicznej I linii „Gierłoż” Leśna
- placówka Straży Granicznej I linii „Rodzone”
- placówka Straży Granicznej II linii „Lubawa”